# Qualifications des épreuves de pentathlon moderne aux Jeux olympiques d'été de 2020
Les phases qualificatives pour les épreuves de pentathlon moderne aux Jeux olympiques d'été de 2020 à Tokyo se sont déroulées entre juin 2019 et juin 2020. 
Pour l'épreuve masculine comme pour l'épreuve féminine, trente-six athlètes peuvent se qualifier pour les Jeux, avec un maximum de deux par pays.

## Critères détaillés
| Mode de qualification                                                                                           | Places  | Qualifié(s) |
| --- | ------- | --- |
| Finale de la Coupe du monde 2019                                                                                | 1       | Le vainqueur de la finale de la coupe du monde. |
| Championnats d'Afrique 2019 Jeux panaméricains 2019 Championnats d'Europe 2019 Championnats d'Asie-Océanie 2019 | 1 5 8 6 | Le vainqueur du championnat d'Afrique Les deux mieux classés d'Amérique du Nord et d'Amérique du Sud et le mieux classé des deux zones confondues (un maximum par pays) Les huit premiers du championnat d'Europe (un maximum par pays) Les cinq premiers asiatiques et le premier océanien du championnat d'Asie-Océanie (un maximum par pays) |
| Championnats du monde 2019                                                                                      | 3       | Les trois premiers du championnat du monde. Si un ou plusieurs athlètes déjà qualifiés figurent parmi les trois premiers du championnat, le quota est reporté sur le critère du classement de la coupe du monde 2020. |
| Championnats du monde 2020                                                                                      | 3       | Les trois premiers du championnat du monde. Si un ou plusieurs athlètes déjà qualifiés figurent parmi les trois premiers du championnat, le quota est reporté sur le critère du classement de la coupe du monde 2020. |
| Classement de la Coupe du monde 2020                                                                            | 6+      | Les athlètes les mieux classés du classement mondial pas encore qualifiés par un autre moyen. |
| Invitations tripartites                                                                                         | 2       | Les athlètes invités par l'UIPM, le CIO et le comité d'organisation des Jeux. |
| Quota du pays hôte                                                                                              | 1       | Quota réservé au pays hôte. |

| CNO             | Hommes | Femmes | Total |
| --------------- | ------ | ------ | ----- |
| Allemagne       | 2      | 2      | 4     |
| Argentine       | 1      |        | 1     |
| Australie       | 1      | 1      | 2     |
| Autriche        | 1      |        | 1     |
| Biélorussie     | 1      | 2      | 3     |
| Brésil          |        | 1      | 1     |
| Chili           | 1      |        | 1     |
| Chine           | 2      | 2      | 4     |
| Corée du Sud    | 2      | 2      | 4     |
| Cuba            | 1      | 1      | 2     |
| Égypte          | 2      | 2      | 4     |
| Équateur        |        | 1      | 1     |
| Espagne         | 1      |        | 1     |
| États-Unis      | 1      | 1      | 2     |
| France          | 2      | 2      | 4     |
| Grande-Bretagne | 2      | 2      | 4     |
| Guatemala       | 1      |        | 1     |
| Hongrie         | 2      | 2      | 4     |
| Irlande         |        | 1      | 1     |
| Italie          |        | 2      | 2     |
| Japon           | 1      | 2      | 3     |
| Kazakhstan      | 1      | 1      | 2     |
| Lettonie        | 1      |        | 1     |
| Lituanie        | 1      | 2      | 3     |
| Mexique         | 2      | 2      | 4     |
| Ouzbékistan     | 1      | 1      | 2     |
| Pologne         | 2      | 1      | 3     |
| Russie          | 1      | 2      | 3     |
| Tchéquie        | 2      |        | 2     |
| Turquie         |        | 1      | 1     |
| Ukraine         | 1      |        | 1     |
| Total: 31 CNO   | 36     | 36     | 72    |

| Compétition                          | Date                | Lieu           |
| ------------------------------------ | ------------------- | -------------- |
| Finale de la Coupe du monde 2019     | 27–30 juin 2019     | Tokyo          |
| Championnats d'Afrique 2019          | 23 février 2019     | Le Caire       |
| Jeux panaméricains 2019              | 27–30 juillet 2019  | Lima           |
| Championnats d'Europe 2019           | 6–11 août 2019      | Bath           |
| Championnats du monde UIPM 2019      | 3–9 septembre 2019  | Budapest       |
| Championnats d'Asie-Océanie 2019     | 11–21 novembre 2019 | Kunming        |
| Championnats du monde UIPM 2020      | 7–13 juin 2021      | Minsk Le Caire |
| Classement de la Coupe du monde 2020 | 14 juin 2021        | —              |
| Invitations tripartites              | —                   | —              |

## Qualifiés
36 athlètes sont qualifiés dans chaque compétition. 
| Mode de qualification              | Pl.         | Qualifiés |
| ---------------------------------- | ----------- | --- |
| Finale de la Coupe du monde 2019   | 1           | Joseph Choong (GBR) |
| Championnats d'Afrique 2019        | 0           | Sherif Nazeir (EGY) |
| Jeux panaméricains 2019            | 2           | Charles Fernández (GUA) Lester Ders (CUB) |
| Jeux panaméricains 2019            | 2           | Esteban Bustos (CHI) Sergio Villamayor (ARG) |
| Jeux panaméricains 2019            | 1           | Amro El Geziry (USA) |
| Championnats d'Europe 2019         | 7           | James Cooke (GBR) Valentin Prades (FRA) Martin Vlach (CZE) Łukasz Gutkowski (POL) Bence Demeter (HUN) Justinas Kinderis (LTU) Aleksandr Lifanov (ROC) Patrick Dogue (GER)                                               |
| Championnats du monde UIPM 2019    | 2           | Valentin Belaud (FRA) Jun Woong-tae (KOR) |
| Championnats d'Asie-Océanie 2019   | 4           | Lee Ji-hun (KOR) Luo Shuai (CHN) Pavel Ilyashenko (KAZ) Shohei Iwamoto (JPN) Aleksandr Savikin (UZB) |
| Championnats d'Asie-Océanie 2019   | 1           | Edward Fernon (AUS) |
| Championnats du monde UIPM 2021    | 2           | Ádám Marosi (HUN) Ahmed El-Gendy (EGY) |
| Classement mondial de Pentathlon   | 8           | Fabian Liebig (GER) Ilya Palazkov (BLR) Pavlo Tymochtchenko (UKR) Jan Kuf (CZE) Sebastian Stasiak (POL) Aleix Heredia (ESP) Zhang Linbin (CHN) Pāvels Švecovs (LAT) Arthur Lanigan-O'Keeffe (IRL) Álvaro Sandoval (MEX) |
| Classement mondial (réattribution) | 6           | Ahmed Hamed (EGY) Jung Jin-hwa (KOR) Róbert Kasza (HUN) Li Shuhuan (CHN) Gustav Gustenau (AUT) Duilio Carrillo (MEX) |
| Total                              | 36 athlètes | 36 athlètes |

| Mode de qualification              | Pl.         | Qualifiées |
| ---------------------------------- | ----------- | --- |
| Finale de la Coupe du monde 2019   | 1           | Laura Asadauskaitė (LTU) |
| Championnats d'Afrique 2019        | 1           | Haydy Morsy (EGY) |
| Jeux panaméricains 2019            | 2           | Mariana Arceo (MEX) Samantha Achterberg (USA) |
| Jeux panaméricains 2019            | 2           | Maria Guimarães (BRA) Marcela Cuaspud (ECU) |
| Jeux panaméricains 2019            | 1           | Leydi Moya (CUB) |
| Championnats d'Europe 2019         | 6           | Kate French (GBR) Iryna Prasiantsova (BLR) Annika Schleu (GER) Natalya Coyle (IRL) Gintarė Venčkauskaitė (LTU) Marie Oteiza (FRA) Adelina Ibatullina (ROC) Sarolta Kovács (HUN) |
| Championnats du monde UIPM 2019    | 2           | Volha Silkina (BLR) Elena Micheli (ITA) |
| Championnats d'Asie-Océanie 2019   | 5           | Kim Se-hee (KOR) Natsumi Tomonaga (JPN) Alise Fakhrutdinova (UZB) Zhang Mingyu (CHN) Yelena Potapenko (KAZ)                                                                     |
| Championnats d'Asie-Océanie 2019   | 1           | Rebecca Jamieson (NZL) Marina Carrier (AUS) |
| Championnats du monde UIPM 2021    | 3           | Anastasiya Prokopenko (BLR) Élodie Clouvel (FRA) Michelle Gulyas (HUN) |
| Classement mondial de Pentathlon   | 7           | Joanna Muir (GBR) Mayan Oliver (MEX) Gulnaz Gubaydullina (ROC) Janine Kohlmann (GER) Anna Maliszewska (POL) İlke Özyüksel (TUR) Rena Shimazu (JPN) Kim Sun-woo (KOR)            |
| Classement mondial (réattribution) | 5           | Zhang Xiaonan (CHN) Amira Kandil (EGY) Rebecca Langrehr (GER) Alice Sotero (ITA) Uliana Batashova (ROC)                                                                         |
| Total                              | 36 athlètes | 36 athlètes |